# Абубакар, Салим
Салим Абубакар (англ. Salim Abubakar; род. 6 апреля 2003, Аккра, Гана) — нигерский футболист, полузащитник клуба «Сассуоло» U19 и сборной Нигера.

## Карьера
Родился в Гане. Играл на молодёжном уровне за клубы «ЭурАфрика», «Фобия Бэбис» и «Дансоман Лидс Юнайтед». С 2020 года выступает за молодёжные команды «Сассуоло». Дебютировал в Чемпионате Италии до 17 лет 16 февраля в матче с «Сампдорией» U17.

## Карьера в сборной
Выступал за олимпийскую сборную Нигера. В сентябре 2023 года дебютировал за основную команду страны в матче квалификации Кубка Африканских Наций против сборной Уганды.